# Jay Rock
Johnny Reed McKinzie, Jr. (Watts, Los Angeles, Califórnia, 31 de março de 1986), mais conhecido como Jay Rock, é um rapper americano. Rock é membro do supergrupo de hip hop Black Hippy, junto com rappers da West Coast hip hop e colegas de gravadora Kendrick Lamar, Schoolboy Q e Ab-Soul. Em 2010, assinou com a gravadora Strange Music e lançou seu álbum de estréia Follow Me Home em 26 de julho de 2011.